# The Esquires
The Esquires war eine US-amerikanische Rhythm-and-Blues-Band aus Milwaukee.

## Bandgeschichte
Die R&B-Formation The Esquires wurde 1957 in Milwaukee von Gilbert, Alvis und Betty Moorer  gegründet, als die drei Geschwister noch die Schule besuchten. Sie traten zunächst in lokalen Shows auf. Im Laufe des Bestehens kamen weitere Mitglieder in die Band, so Harvey Scales (der nicht an Aufnahmen mitwirkte) und 1961 Sam Pace. Zunächst bekamen sie Gelegenheit, als Backgroundsänger bei Aufnahmen von Lonnie Walker mitzuwirken. Betty Moorer nahm dann einige Singles unter eigenem Namen auf; sie verließ darauf die Band, um eine Karriere als Solistin zu versuchen. Ersetzt wurde sie durch Shawn Taylor. Ab 1966 nahm die Gruppe als The Esquires auf und arbeitete nun vorwiegend in Chicago. Nach Probeaufnahmen für Curtis Mayfield, mit dem letztlich keine Vertragsverbindung entstand, folgten Aufnahmen für verschiedene kleine Label in Chicago; Bill „Bunky“ Sheppard, Besitzer des Labels Constellation, setzte sie 1965 als Backgroundsänger bei Mill Evans’ Things Won’t Be the Same/I’ve Got to Have Your Love (Constellation 170) ein.
Nach dem finanziellen Ende des Constellation-Labels veröffentlichte Bill Sheppard weitere Takes der Session bei anderen Labels, Why Why Why/Right erschien 1967 bei King Records, Trying to Find a Home/When I’m Ready 1967 bei Tou-Sea. Weitere Aufnahmen entstanden dann für Bunky Records; Get On Up/Listen to Me (Bunky 7750), geschrieben von Gilbert Moorer, erschien Anfang 1967 und wurde zunächst ein lokaler, dann ein nationaler Hit. Der Song kam auf #3 der R&B-Charts und erreichte #11 der Pop-Charts; es folgten Auftritte im Chiacogher Regal Theatre und im Apollo Theater in New York.
Die zweite Single And Get Away/Everybody's Laughing (Bunky 7752), die wieder von Gilbert Moorer geschrieben wurde, erschien im Oktober 1967 und war erneut national erfolgreich; sie erreichte #9 der R&B und #22 der Pop-Charts. Darauf erschien das einzige Album der Band, gefolgt von weiteren Single-Auskopplungen 1968, die aber nicht mehr an den Erfolg von 1967 anknüpfen konnten. Die Gruppe beendete den Kontrakt mit Bunky Records und schloss einen Vertrag mit Scepter Records. Die einzige Scepter-Single erschien zwar im Katalog (Scepter 12232), You’ve Got the Power/No Doubt About It blieb aber unveröffentlicht. Es erschien dann auf dem  Scepter-Sublabel Wand. Nach drei Singles endete der Vertrag mit Scepter 1969. Nach Umbesetzungen erschienen Anfang der 1970er Jahre noch weitere Singles auf Label wie B&G und Lamarr, doch erst 1976 gelang The Esquires ein erneuter Charterfolg mit einer neu aufgenommenen Version ihres ersten Hits; Get On Up ’76/Dancing Disco (Ju-Par 104) wurde der letzte Erfolgstitel des Ensembles. Man trat zwar noch regelmäßig im Raum Milwaukee auf, wo Gilbert und Alvis Moorer die Gruppe neu formierten, und es entstanden weitere Aufnahmen für lokale Labels, die jedoch nicht an die Erfolge der 1960er Jahre anknüpfen konnten. Der Tod Gilbert Moorers 2008 bedeutete das Ende der Gruppe.

## Besetzung
- 1957: Gilbert Moorer († 2008), Alvis Moorer († 2011) und Betty Moorer
- 1960: Gilbert Moorer, Alvis Moorer, Betty Moorer und Harvey Scales
- 1961: Gilbert Moorer, Shawn Taylor (ab 1965), Alvis Moorer und Sam Pace (ab 1961; † 2013)[1]

## Diskografie
Im Jahr 1992 wurden die beiden größten Hits der Gruppe, Get On Up und And Get Away von Capricorn Records auf dem Sampler The Scepter Records Story veröffentlicht. 1998 erschien auf dem englischen Label Westside die CD Get On Up and Get Away, die eine umfassende Retrospektive der Singles bietet.

### Alben
- 1967: Get on Up and Get Away
- 1982: The Esquires
- 1984: Whatcha Got?
- 1987: The Esquires

### Singles
| Jahr | Titel Album                         | Höchstplatzierung, Gesamtwochen, AuszeichnungChartplatzierungen (Jahr, Titel, Album, Platzierungen, Wochen, Auszeichnungen, Anmerkungen) | Höchstplatzierung, Gesamtwochen, AuszeichnungChartplatzierungen (Jahr, Titel, Album, Platzierungen, Wochen, Auszeichnungen, Anmerkungen) | Anmerkungen |
| Jahr | Titel Album                         | US | R&B | Anmerkungen |
| ---- | ----------------------------------- | --- | --- | ----------- |
| 1967 | Get on Up Get on Up and Get Away    | US11 (15 Wo.)US | R&B3 (15 Wo.)R&B |             |
| 1967 | And Get Away Get on Up and Get Away | US22 (8 Wo.)US | R&B9 (9 Wo.)R&B |             |
| 1968 | You Say                             | — | R&B41 (4 Wo.)R&B |             |
| 1968 | Why Can’t I Stop                    | — | R&B48 (2 Wo.)R&B |             |
| 1968 | You’ve Got the Power                | US91 (5 Wo.)US | R&B29 (11 Wo.)R&B |             |
| 1969 | I Don’t Know                        | — | R&B37 (5 Wo.)R&B |             |
| 1971 | Girls in the City                   | — | R&B18 (10 Wo.)R&B |             |
| 1976 | Get on Up ’76                       | — | R&B62 (9 Wo.)R&B |             |

Weitere Singles
- 1968: I Know I Can
- 1969: Reach Out
- 1970: Ain’t No Reason
- 1971: Dancin’ a Hole in the World
- 1974: Let Me Build You a New World
- 1980: The Show Ain’t Over